# Poa subspicata
Poa subspicata är en gräsart som först beskrevs av Jan Svatopluk Presl, och fick sitt nu gällande namn av Carl Sigismund Kunth. Poa subspicata ingår i släktet gröen, och familjen gräs. Inga underarter finns listade i Catalogue of Life.